# Följer ett spår
Följer ett spår är Pontus & Amerikanernas andra album och uppföljaren till Via satellit. Albumet släpptes hösten 1991 och den mest kända låten är singelspåret "God morgon Columbus" som nådde plats tjugofem på den svenska singellistan under vintern 1991-1992.

## Låtlista
Text: Pontus Holmgren, Musik: Peter Nilsson förutom spår 4, 6 och 11 där Holmgren skrivit musiken.
1. "God morgon Columbus" - 4:27
2. "Simmar till dig" - 3:53
3. "Balsam för min själ" - 4:27
4. "Sång om flygplan" - 0:55
5. "Kapten Sol" - 3:41
6. "Monica Zetterlunds sång" - 3:11
7. "Följer ett spår" - 2:59
8. "Nästan religiös" - 3:27
9. "Himlen lät mig gå" - 3:08
10. "Någonstans i USA" - 3:19
11. "Vår lille pilot" - 4:23
12. "Under mitt paraply" - 3:43
13. "Allt blir bra" - 4:05

## Medverkande

### Pontus och Amerikanerna
- Pontus Holmgren: Sång, gitarr och kör.
- Peter Nilsson: Bas , keyboardprogrammering och kör.
- VASA: Trummor

### Övriga medverkande
- Staffan Astner: Gitarrer och handklapp
- Peter Ljung: Piano, orgel, Wurlitzer och syntar, Blåsarrangemang på "Godmorgon Columbus"
- Magnus Bergström: Kör
- Erik Häusler: Barytonsax ("Kapten Sol", "Nästan religiös" och "Himlen lät mig gå")
- Leif Lindvall: Trumpet ("Under mitt paraply")
- Rickard Rolf: Sitar och tablas ("Nästan religiös")
- Alar Suurna: Keyboards och percussion
- Urban Agnas: Trumpet och piccolatrumpet ("Godmorgon Columbus")
- Urban Wiborg: Trombon ("Godmorgon Columbus")
- Anders Wiborg: Trombon ("Godmorgon Columbus")
- Erik Häusler: Barytonsax ("Godmorgon Columbus")

## Listplaceringar
| Lista (1991-1992) | Position |
| ----------------- | -------- |
| Sverige           | 26       |